# Брентвуд (станція)
51°36′49″ пн. ш. 0°18′00″ сх. д. / 51.6136° пн. ш. 0.3° сх. д.
Брентвуд (англ. Brentwood) — залізнична станція на залізниці Great Eastern Main Line обслуговує місто Брентвуд, Ессекс, Велика Британія. Розташована за 29.3 км від станції Ліверпуль-стріт. Тарифна зона — 6. Пасажирообіг за 2016 рік — 2.819 млн.
Станцію було відкрито 1 липня 1840 році, як тимчасову, на залізниці Eastern Counties Railway. Станція на початок 2018 року є під орудою TfL Rail, з 2019 — Crossrail, зі станції потягами можна буде дістатися до станцій в центрі Лондона, а також до Редінга та аеропорту Лондон-Хітроу